# Burgmal (Heilbronn)
Das Burgmal ist ein Bodendenkmal bei Heilbronn in Baden-Württemberg. Der mit Wall und Graben gesicherte Bergsporn im Heilbronner Stadtwald wird als Überrest einer Höhenburg angesehen, wo vielleicht ein niedriges Ortsadelsgeschlecht des abgegangenen Ortes Altböckingen saß.

## Lage
Das Burgmal ist die Spitze eines vom Gaffenberg nach Nordosten auslaufenden Bergsporns. Es liegt rund drei Kilometer südöstlich der Heilbronner Stadtmitte.

## Beschreibung
Das Hochplateau hat eine Länge von rund 90 und eine Breite von rund 40 Metern. Ein ungefähr 60 Meter langer Einschnitt aus Wall und Graben trennt das Burgmal vom rückwärtigen Berg ab. Die nordwestliche Kante der kleinen Ebene grenzt an Weinberghänge unterhalb und ist wegen jahrhundertelanger Nutzung für den Weinbau sowie wegen des dort in geringem Umfang ebenfalls betriebenen Abbaus von Heilbronner Sandstein stark angegraben. Nach Südosten hin fällt das Gelände zum Tal des Köpfers ab.
Südlich des Hochplateaus erstreckt sich ein zerklüftetes, gründlich zergrabenes Geländestück, das seine heutige Gestalt durch den Betrieb von Stein- und Mergelgruben wohl vom hohen Mittelalter bis spätestens ins 18. Jahrhundert hinein erhalten hat.
Das Burgmal ist komplett bewaldet. Der Verschönerungsverein Heilbronn hat innerhalb der Anlage 1887 die Uhlandslinde gepflanzt und eine kleine Erholungsanlage angelegt. Der alte Baum wurde 2007 durch eine Neupflanzung ersetzt.

## Forschungsgeschichte
Ein Burgmal erscheint erstmals 1382 im Heilbronner Urkundenbuch, möglicherweise ist aufgrund der im selben Kontext erwähnten Böckinger Flurnamen jedoch eine andere Anlage gemeint. In der Schmitt’schen Karte von 1797 ist ein Burg Maal auf dem Bergsporn unterhalb des Gaffenbergs eingetragen. Die Oberamtsbeschreibung von 1865 erwähnt erstmals Burggraben und Wälle und vermutet in der Anlage die Burg der Herren von Bekingen, der Ortsherren des abgegangenen Ortes Altböckingen. In der Neuauflage der Oberamtsbeschreibung von 1901 wird die Burg dann ohne nähere Begründung den Herren von Tannenburg zugeschrieben. Alfred Schliz verstand die Anlage in einer Schrift von 1900 dagegen vielmehr als prähistorischen Ringwall. Günter Beiler lehnte 1937 den vorgeschichtlichen Ursprung der Anlage ab, er erkannte eine „lockere Steinsetzung ohne erkennbare Mörteltechnik“ sowie Ziegelbrocken und mittelalterliche Scherben, die letztlich auf einen mittelalterlichen Ursprung der Anlage hindeuten könnten. Wilhelm Mattes untersuchte die Anlage im Jahre 1954 und fand weder Mauern noch hölzerne Einbauten vor. Wegen des Funds einer Münze des 7. Jahrhunderts im Köpfertal im Jahr 1955 betrachtet er das Burgmal als Überrest einer merowingischen Fliehburg der Völkerwanderungszeit. Peter Wanner stellte die Anlage 2003 wieder in einen Zusammenhang mit den hochmittelalterlichen Herren von Altböckingen.